# Saint-Pierre-la-Rivière
Saint-Pierre-la-Rivière település Franciaországban, Orne megyében. Lakosainak száma 155 fő (2018. január 1.). Saint-Pierre-la-Rivière Survie, Avernes-sous-Exmes, Coudehard, La Fresnaie-Fayel, Ménil-Hubert-en-Exmes, Mont-Ormel és Omméel községekkel határos.

## Népesség
A település népessége az elmúlt években az alábbi módon változott:
| Lakosok száma | 170  | 164  | 162  | 155  |
|               | 2013 | 2015 | 2017 | 2018 |